# Pfarrkirche Obersdorf

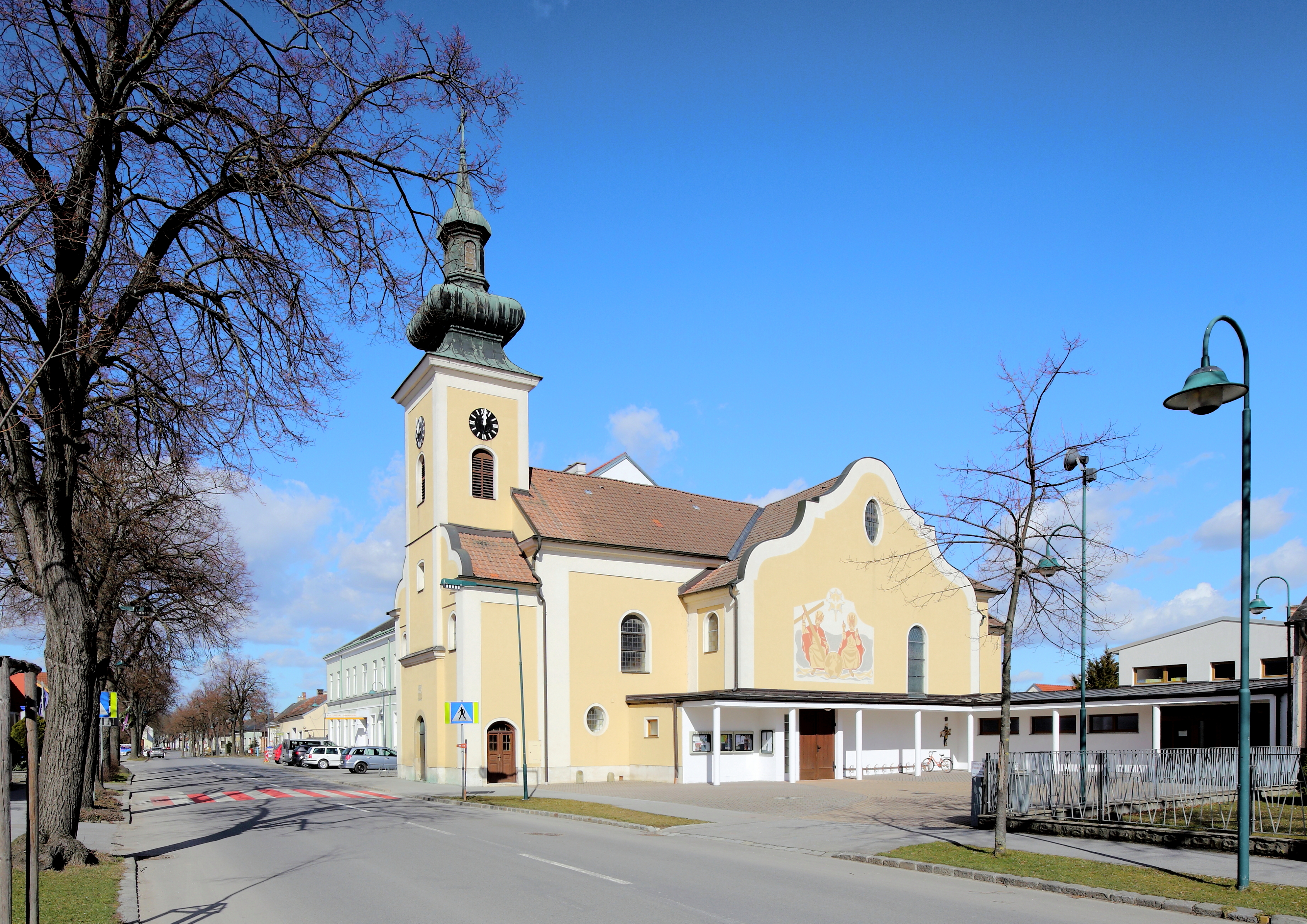
Katholische Pfarrkirche heiliger Antonius von Padua

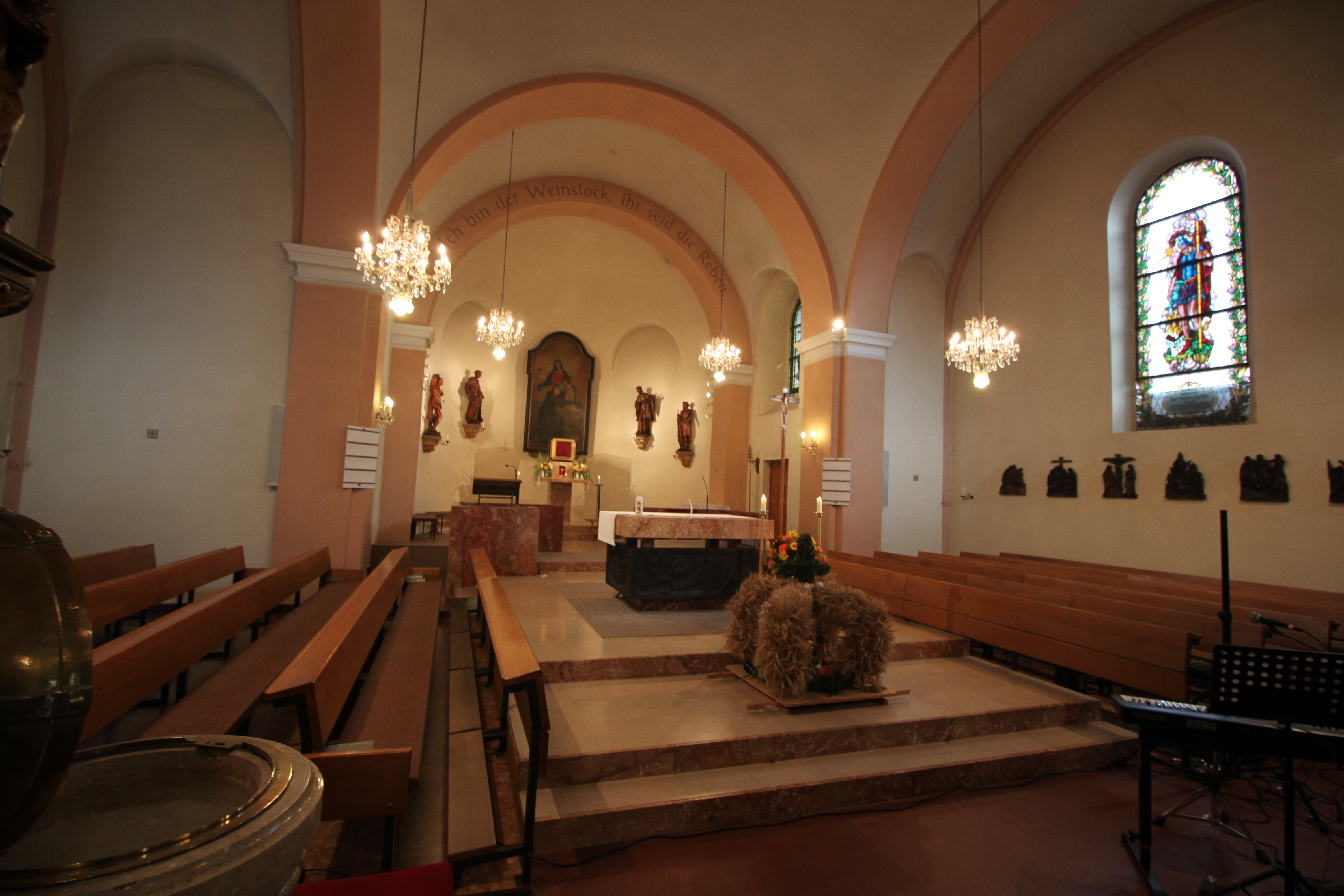
Vorgezogener Volksaltar ins Langhaus

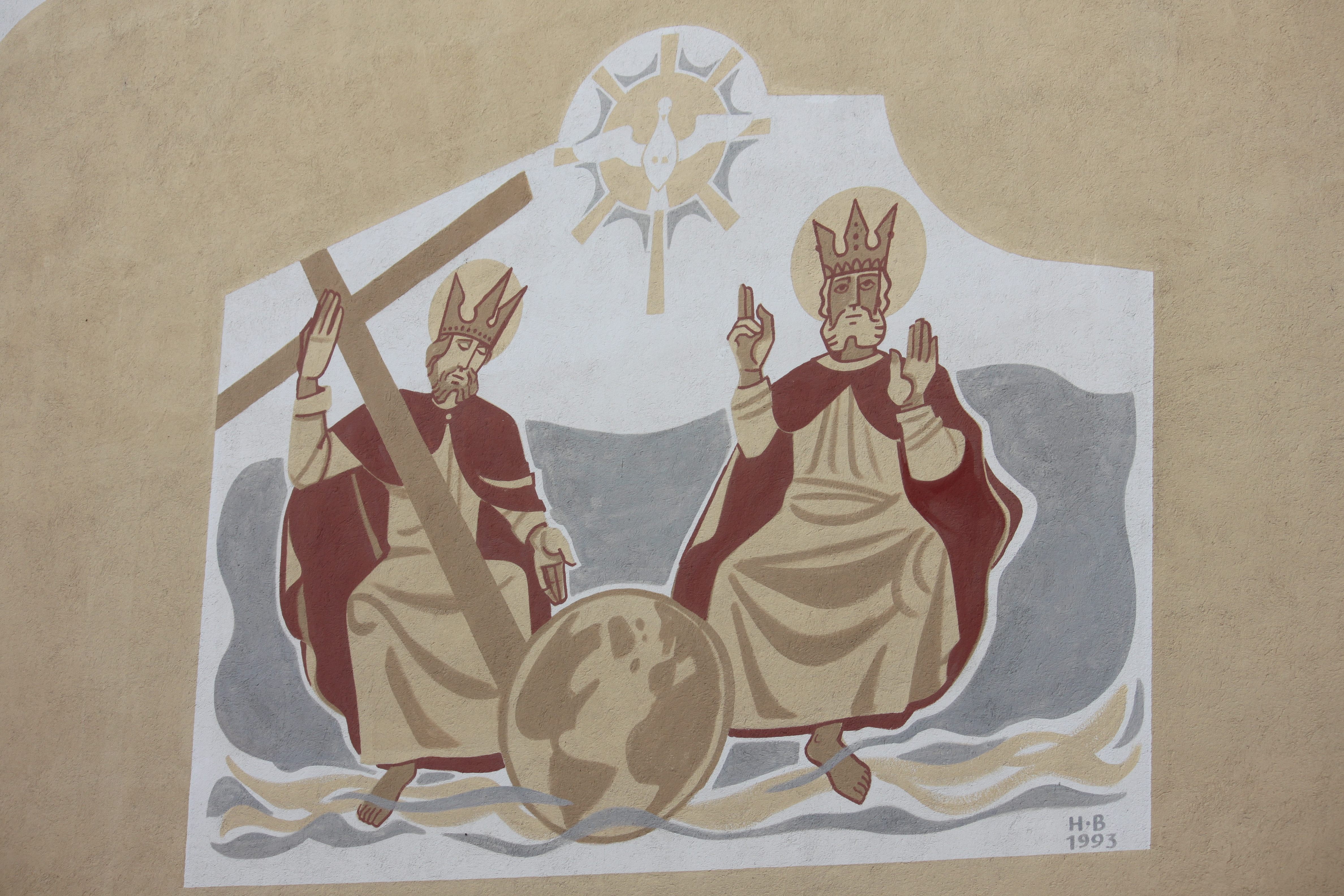
Wandmalerei Dreifaltigkeit von Hermann Bauch

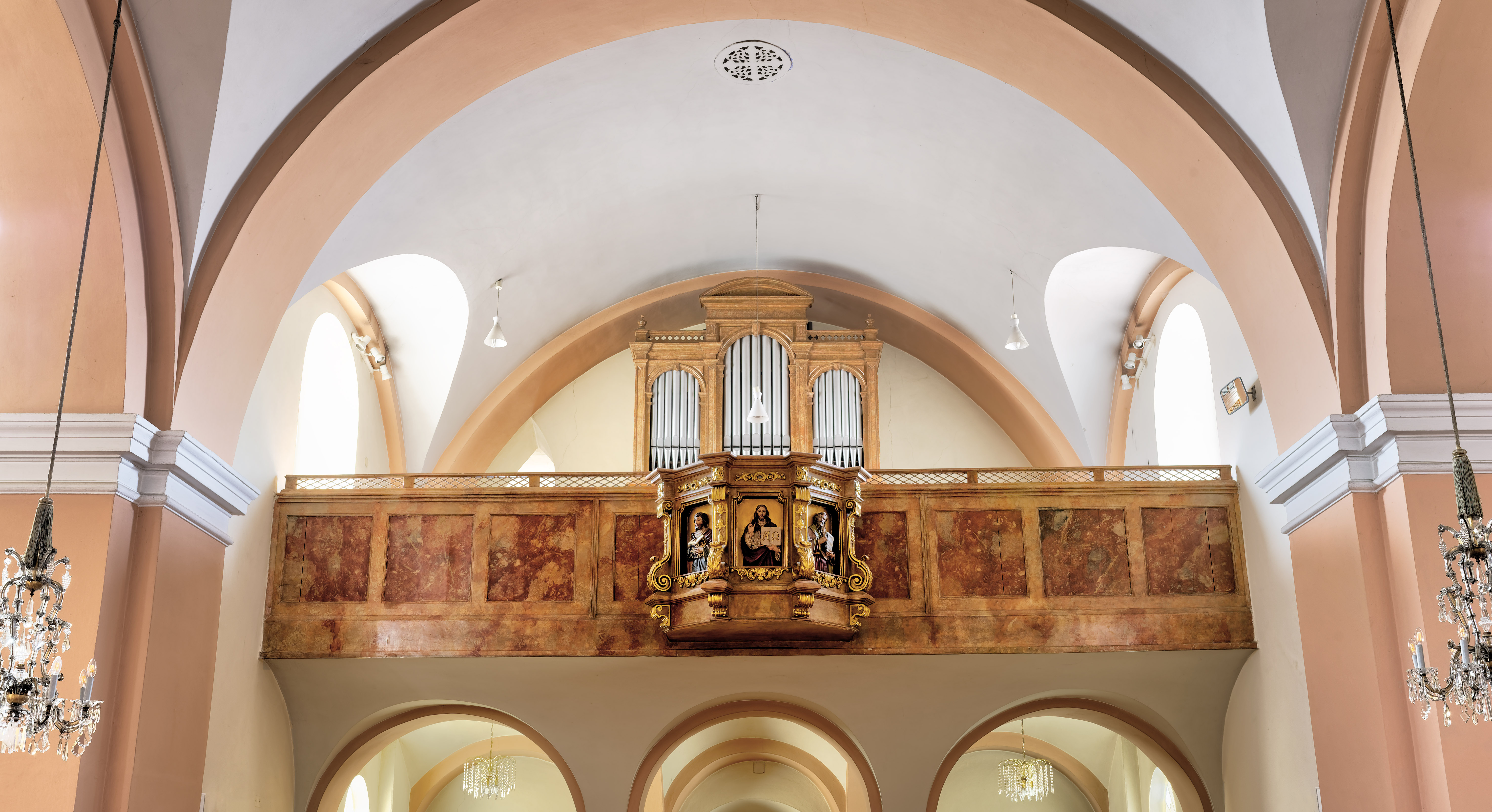
Ansicht der Empore mit der Kirchenorgel

Die römisch-katholische Pfarrkirche Obersdorf steht im Zentrum der Ortschaft Obersdorf in der Gemeinde Wolkersdorf im Weinviertel im Bezirk Mistelbach in Niederösterreich. Sie ist dem heiligen Antonius von Padua geweiht und gehört zum Dekanat Wolkersdorf im Vikariat Unter dem Manhartsberg der Erzdiözese Wien. Das Gebäude steht unter Denkmalschutz.

## Geschichte
In den Jahren 1703 und 1724 wurden am Standort der heutigen Kirche kleine Kapellen errichtet. Nach Bränden wurde in den Jahren 1858 und 1864 die Kirche aufgebaut. 1912 wurde sie gegen Norden und Süden mit Anbauten am Langhaus erweitert.

## Kirchenbau
Kirchenäußeres
Die Kirche ist nach Süden ausgerichtet. Die Außenansicht ist sehr schlicht gehalten. An der Nordseite ist der eingezogene, polygonal geschlossene Chor. In der straßenseitigen Südfassade ist der Eingang, ein Rundbogenportal im Erdgeschoß des Turmes. Der Kirchturm ist vor die Fassade gezogen und durch zwei niedrigere, seitliche Anbauten in den Baukörper integriert. Über dem Rundbogenportal ist ein Inschriftenstein mit der Jahreszahl „1724“. Der Kirchturm hat rundbogige Schallfenster und einen Zwiebelhelm von 1849 bzw. 1890. Die Querhausfassaden enden in geschweiften Blendgiebeln. An der südlichen Querhausfassade figurale Darstellung der Dreifaltigkeit vom Maler Hermann Bauch (1993).
Kircheninneres
Der dreijochige Kirchenraum hat im ersten Joch ein Stichkappengewölbe, im zweiten und dritten Joch Klostergewölbe. Die Joche öffnen sich in Rundbogenarkaden zu den schmalen, querschiffartigen Erweiterungen nach Süden und nach Norden mit Tonnengewölben. Die dreibogige Orgelempore lagert auf toskanischen Säulen. Im Chorjoch sind Stichkappentonnen, die auf Wandvorlagen ruhen. Im Turmerdgeschoß ist ein Platzlgewölbe. Die Glasmalereien in den Fenstern stammen vom Anfang des 20. Jahrhunderts.

## Ausstattung
Das Altarbild zeigt den heiligen Antonius von Padua vor der Madonna. Es wurde 1864 von Josef Kastner gemalt.

## Orgel
Die Brüstungsorgel stammt aus dem Jahr 1897 von Johann M. Kauffmann.